# 에밀 율리우스 굼벨
에밀 율리우스 굼벨(Emil Julius Gumbel)은 독일계 유대인 수학자이다. 나치스에 반대하는 저술을 했는데다가 유대인이었기 때문에 프랑스로 이주한 뒤 결국 미국으로 이민가게 된다. 두터운 꼬리 분포(heavy tailed distribution)에서 두터운 꼬리 부분의 확률분포를 연구하였고, 굼벨 분포를 발견했다.